# Clavicorona
Clavicorona är ett släkte av svampar. Clavicorona ingår i familjen Auriscalpiaceae, ordningen Russulales, klassen Agaricomycetes, divisionen basidiesvampar och riket svampar.
|             | Lentinellus                             |
|             |                                         |
| Clavicorona | \| \| Clavicorona taxophila \| \| \| \| |
|             | \| \| Clavicorona taxophila \| \| \| \| |
|             | Auriscalpium                            |
|             |                                         |
|             | Artomyces                               |
|             |                                         |
|             | Stalpersia                              |
|             |                                         |
|             | Dentipratulum                           |
|             |                                         |
|             | Amylonotus                              |
|             |                                         |
|             | Clavicorona taxophila                   |
|             |                                         |

|  | Clavicorona taxophila |
|  |                       |